# Exocentrus taniguchii
Exocentrus taniguchii är en skalbaggsart som beskrevs av Makihara 1986. Exocentrus taniguchii ingår i släktet Exocentrus och familjen långhorningar.
Artens utbredningsområde är Taiwan. Inga underarter finns listade i Catalogue of Life.